# تقاطع (فیلم ۲۰۱۸)
تقاطع (به انگلیسی: Crossroads) فیلمی به کارگردانی نام رُن محصول سال ۲۰۱۸ مالزی است.

## داستان
این تریلر حول محور شخصیت پلیس تازه‌کاری شکل می‌گیرد که معیارهای اخلاقی او در فساد سیستماتیک محیط اطرافش در معرض آزمون قرار می‌گیرد. همکار باسابقه‌اش از مهاجران غیرقانونی رشوه می‌گیرد تا بتواند جاه‌طلبی‌های طبقه متوسطی همسرش را برآورده کند. تصویر صادقانه‌ای از پیوندهای خانوادگی، تصویری انسانی از مهاجران کارگر و بازیگران درخشان فیلم از جمله آریو بایوی مالزیایی (پسران بوفالو) و تیموتی کاستیلوی فیلیپینی (نئومانیلا) تماشای فیلم را لذت‌بخش می‌کند.

## جشنواره جهانی فیلم فجر
این فیلم در بخش جلوه‌گاه شرق سی و هفتمین جشنواره جهانی فیلم فجر حضور داشت. این جشنواره از ۲۹ فروردین تا ۶ اردیبهشت ۱۳۹۸ در شهر تهران برگزار شد.